# Santa Cruz del Valle Urbión
Santa Cruz del Valle Urbión est une commune d'Espagne dans la communauté autonome de Castille-et-León, province de Burgos. Elle s'étend sur 33,92 km2 et comptait environ 102 habitants en 2011.